# OGLE-TR-111
OGLE-TR-111 är en ensam stjärna i norra delen av stjärnbilden Kölen och har även variabelbeteckningen V759 Carinae. Den har en skenbar magnitud av ca 16,96 och kräver ett kraftfullt teleskop för att kunna observeras. Baserat på parallaxmätning inom Hipparcosuppdraget på ca 0,90 mas, beräknas den befinna sig på ett avstånd på ca 5 000 ljusår (ca 1 500 parsek) från solen.

## Egenskaper
OGLE-TR-111 är en gul stjärna i huvudserien av spektralklass G. Den har en massa som är ca 0,82 solmassa, en radie som är ca 0,83 solradie.

## Planetsystem
År 2002 upptäckte undersökningen Optical Gravitational Lensing Experiment (OGLE) att ljuset från stjärnan med jämna mellanrum dämpades väldigt lite vart fjärde dygn, vilket tyder på att ett objekt av planetstorlek passerar stjärnan. Men eftersom objektets massa inte hade mätts var det inte klart att det var en sann exoplanet, röd dvärg med låg massa eller något annat. År 2004 visade mätningar av radiell hastighet otvetydigt att den transiterande kroppen verkligen är en exoplanet.
Planeten är förmodligen mycket lik de andra "heta Jupiters" som kretsar kring en närliggande stjärna. Dess massa är ungefär en halv Jupitermassa och den kretsar kring stjärnan på ett avstånd som är mindre än 1/20 av jordens avstånd från solen.  
År 2005 tillkännagavs bevis på en annan transitering. Planeten OGLE-TR-111c är en möjlig exoplanet som kretsar kring stjärnan. Det föreslogs först 2005 baserat på preliminära bevis från undersökningen OGLE. Mer data krävs dock för att bekräfta denna planetkandidat. Om det bekräftas skulle OGLE-TR-111 bli en av de första stjärnorna med två transitplaneter.
| Planet | Massa          | Halv storaxel (AE) | Siderisk omloppstid (d) | Excentricitet | Inklination | Radie |
| ------ | -------------- | ------------------ | ----------------------- | ------------- | ----------- | ----- |
| b      | 0,53 ± 0,11 MJ | 0,047 ± 0,001      | 4,0144479 ± 0,0000041   | 0             | -           | -     |
| c      | 0,7 ± 0,2 MJ   | 0,12 ± 0,01        | 16,0644 ± 0,0050        | 0             | -           | -     |